# Parides gundlachianus
Parides gundlachianus (лат.) — вид дневных бабочек из семейства Парусники. Эндемик Кубы.

## Этимология названия
Вид назван в честь кубинского натуралиста и систематика Juan Gundlach (1810—1896).

## Описание
Размах крыльев 7—8 см. Преобладающий цвет фоновой окраски крыльев — чёрный. На передних крыльях проходит вертикальная голубая полоска, а на задних — красные пятна. Нижняя сторона крыльев — коричневая.
Задние крылья оканчиваются отростками — хвостами.

## Подвиды
- Parides gundlachianus gundlachianus (восточная Куба)
- Parides gundlachianus alayoi Hernández, Alayón & Smith, 1995 (западная Куба)

## Жизненный цикл
Гусеницы развиваются на растениях рода кирказон (Aristolochia).

## В филателистике
В 1984 году на Кубе выпустили марку с изображением этой бабочки.